# Cota Carvallo
Carlota Clara Carvallo Wallstein (Lima, 26 de junio de 1909 - 29 de marzo de 1980), conocida como Cota Carvallo o Carlota Carvallo de Nuñez, fue una de las primeras mujeres pintoras del Perú. Además de ejercer la docencia, el periodismo y su labor como artista, obtuvo numerosos reconocimientos como poeta, compositora, dramaturga y escritora prolífica de la literatura infantil, siendo amiga muy cercana de César Moro y Martín Adán.

## Biografía
La primogénita de Armando Carvallo Argüelles -peruano de ascendencia portuguesa- y Eugenia Wallstein Müller -de nacionalidad húngara- es bautizada como Carlota Clara en honor a sus dos abuelas, al nacer en Lima de 1909, su niñez y adolescencia transcurren entre el puerto y el campo de la ciudad de Huacho.
Con trece años inició la redacción de un diario personal que continuó escribiendo a lo largo de toda su vida. Al año siguiente fue invitada por sus tíos maternos a pasar una temporada en el balneario de Distrito de Ancón. Carvallo y su primo Nicolás Accame Wallstein descubrieron entre ellos una profunda afinidad. Tuvieron una intensa relación epistolar cuando él partió a Italia para seguir estudios universitarios, hasta que se vio interrumpida con la trágica enfermedad y posterior muerte del muchacho, en 1924.
En 1926, a los 17 años, su familia se afincó en el distrito de Distrito de Barranco e ingresa a la Escuela Nacional Superior Autónoma de Bellas Artes del Perú de Lima, bajo la dirección de Daniel Hernández y luego, José Sabogal; de cuyo taller formaron parte Julia Codesido, las hermanas Elena Izcue, Leonor Vinatea, Carmen Saco, Reneé González Barúa, Celia Bustamante Vernal y Alicia Bustamante Vernal. Egresó en 1933 con las mejores calificaciones y el Primer Premio en pintura. Un año más tarde, se casa con Estuardo Núñez el 27 de diciembre, siendo testigos de su matrimonio José Sabogal y José Antonio Encinas.
Se dedica íntegramente a la pintura durante sus viajes entre Arequipa, Puno y Cusco. En estos años realiza muestras en la Galería de Lima, en la academia Brandes, en la galería Pancho Fierro y en el Instituto de Arte Peruano. Varios cuadros suyos son adquiridos y expuestos en el Instituto Iberoamericano de Berlín-Alemania. Con el tiempo su obra pictórica se aleja del indigenismo y adquiere una dimensión más surreal y expresionista.
Desde la llegada del primero de sus siete hijos (cinco varones y dos mujeres) en 1935, Carvallo desarrolló nuevas inquietudes y amplió su campo de creación artística con obras de teatro, reconocidos libros de cuentos con ilustraciones propias, y canciones infantiles, de las cuales, varias de ellas han pasado a integrar el acervo popular del Perú y Chile.
Además ingresó en el campo del periodismo, primero como caricaturista entre sus 18 y 25 años en revistas como Semanal y Hombre de la Calle dirigidas por Federico More, así como en Limeña, dirigida por Rosa Porras. Fundó y dio estructura a la revista para niños Urpi (1974 - 1975), la cual se editaba semanalmente como suplemento del diario La Prensa (Perú) y fue Subdirectora de la revista ALPHA, de la Asociación de Amigos del Arte. Ejerció la docencia en colegios secundarios como María Alvarado, Colegio Sagrados Corazones Belén, San Jorge, Prescott, entre otros. 
Falleció mientras dormía luego de una intervención quirúrgica, a los 71 años, faltando tres meses para cumplir 72 aniversario.

## Importancia
Como pintora, su paleta es amplia y agrisada de línea firme y suelta, uniendo la academia y la expresión libre en la pintura al óleo, el gouache, la acuarela, el lápiz y la sanguina. Domina el retrato y la escena urbana de los Barrios Altos o de Barranco. Los innumerables viajes promueven un acercamiento al paisaje.
Con el tiempo sus pinturas adquieren una dimensión más surreal y expresionista. Luego de ganar el Primer Premio "Ignacio Merino" en 1952, su obra pictórica empezó a ser expuesta internacionalmente.
Fue además, la escritora más prolífica y vigorosa de la literatura infantil peruana. Le correspondió junto con Francisco Izquierdo Ríos (1910-1981) sentar las bases pedagógico - literarias de la literatura infantil. Durante su vida publicó más de cien cuentos y diez libros, pero hay otra parte de su obra que permanece aún inédita: se estima que son diez volúmenes que fue escribiendo acerca de sus hijos, en una especie de diario de anécdotas y reflexiones que anotaba minuciosamente.
Su legado para la dramaturgia obtuvo premios en concursos de teatro escolar. En el 2011, una nueva adaptación de La Tacita de Plata se puso en cartelera a cargo del director Lorenzo Ricco y el Teatro de la Universidad Nacional de Ingeniería TUNI, al mismo tiempo en el Centro Cultural Peruano Británico se estrenó Oshta y el duende en versión de títeres.
Mientras que las pequeñas piezas musicales fueron compuestas para sus hijos y nietos a lo largo de décadas; al igual que sus poemas, nunca vieron la luz en publicaciones más que en los diarios como La Prensa, Urpi y algunas revistas. El poemario Poesías para niños conformado por treinta y nueve poemas, fue recuperado por el escritor Roberto Rosario Vidal y algunas fueron publicadas en "Antología Nacional de Literatura Infantil", así como en los libros “Literatura Infantil y Educación” y “Antología general de la poesía infantil” por Saniel Lozano y Luzmán Salas y César Toro Montalvo, respectivamente.

## Obras
| - Retrato de Martha Dogni (s/f) - Mujer sobre Malecón (s/f) - Autorretrato (1932) - Los paniches (1932) - Desnudo (1933) - Desnudo andino (1933) - Paisaje de Arequipa (1935) - Niño indio (1938) - Retrato (1943) - Iglesia de San Juan (1947) - Iglesia de ermita de Barranco (1949) - La mujer de los tres tigres (1949) - Mi hijo Hernando (1950) - Mujer y felino (1954) - Bodegón (1956) - Bodegón (1957) - Los columpios (1959) - Los ruiseñores nocturnos - Cuando sea grande - La cuculí - La niña y el mar - El pájaro y la estrella - El cielo es azul - Ocho palomitas - La lluvia - Ahí viene el viejo - Niñita serrana - Estoy cuidando al sol - Florecita blanca - Michirrita - Los burros tienen zapatos - El guanaco y la vicuña - Manolín - Me llamo Cándido | - La flor de la Cantuta - El negro Pancho - La noche de San Juan - Las vocales - El trencito colorado - Barabán - La gallinita - Una niña linda - Rutsí, el Espíritu de la Selva (1947) - La soledad de Timoteo (1956) - El pájaro niño y otros cuentos (1958) - El arbolito y otros cuentos (1962) - El encuentro (s/f) - El tío Francisco (s/f) - Cuentos Fantásticos (1969) - Cuentos de Navidad (1970) - El Amaru y otros cuentos del Perú (1976) - La flor del tiempo (1979) - La niña del espejo y otros cuentos (1990) - Oshta y el duende, y otras historias (1999) - El papel de la Literatura Infantil - Un recuerdo del pintor Enrique Camino - La tacita de plata (1944) - El valiente Oshta (1955) - Extraña visita (1959) - Florisel (1959) - El monigote de papel (1967) - Talismán (1979) - El Duende de la tormenta (1956) |

## Reconocimientos
En la Casa de la Literatura Peruana (CASLIT) existe la “Sala de Literatura Infantil Cota Carvallo”, reinaugurada en el año 2014, en honor a su trayectoria literaria, con la finalidad de brindar servicio al usuario infantil “para que se interesen en el uso de los libros como fuente de placer, aprendizaje y juego a través de experiencias lectoras de iniciación literaria y una variada gama de actividades con la participación de padres de familia y docentes. Es de especial interés para la Sala de Literatura Infantil contribuir con la formación de lectores críticos y de usuarios de bibliotecas desde edades tempranas”.